# Kaj Olang
Kaj Olang (persiska: کج النگ) är en ort i Iran.   Den ligger i provinsen Khorasan, i den nordöstra delen av landet, 700 km öster om huvudstaden Teheran. Kaj Olang ligger 1 902 meter över havet och antalet invånare är 629.
Terrängen runt Kaj Olang är kuperad. Runt Kaj Olang är det ganska glesbefolkat, med 25 invånare per kvadratkilometer. Närmaste större samhälle är Sar Dasht, 19,9 km sydost om Kaj Olang. Trakten runt Kaj Olang består i huvudsak av gräsmarker.